# Vert-Toulon
Vert-Toulon is een gemeente in het Franse departement Marne (regio Grand Est) en telt 307 inwoners (1999). De plaats maakt deel uit van het arrondissement Epernay.

## Geografie
De oppervlakte van Vert-Toulon bedraagt 21,5 km², de bevolkingsdichtheid is 14,3 inwoners per km².
De onderstaande kaart toont de ligging van Vert-Toulon met de belangrijkste infrastructuur en aangrenzende gemeenten.

## Demografie
Onderstaande figuur toont het verloop van het inwonertal (bron: INSEE-tellingen).

1. ↑  Populations de référence 2022.